# Boliviaans voetbalelftal in 2013
Het Boliviaans voetbalelftal speelde tien officiële interlands in het jaar 2013, waaronder zeven duels in de kwalificatiereeks voor het WK voetbal 2014. La Verde ("De Groenen") stond onder leiding van oudgediende Xabier Azkargorta. Hij wist de selectie niet naar de WK-eindronde te loodsen, zoals de Bask in 1993 had gedaan. Op de in 1993 geïntroduceerde FIFA-wereldranglijst zakte Bolivia in 2013 van de 41ste (januari 2013) naar de 70ste plaats (december 2013).

## Balans
| Wedstrijden | Wedstrijden | Wedstrijden | Wedstrijden | Doelpunten | Doelpunten | Doelpunten | Punten |
| Gespeeld    | Winst       | Gelijk      | Verlies     | Voor       | Tegen      | Saldo      | Punten |
| ----------- | ----------- | ----------- | ----------- | ---------- | ---------- | ---------- | ------ |
| 10          | 1           | 5           | 4           | 9          | 24         | –15        | 0.700  |

## Interlands
|                                                                 |                                         |       |                    | |
| 6 februari Vriendschappelijk № 403 «onderlinge duels» 20:00 uur | Bolivia                                 | 2 – 1 | Haïti              | Estadio Ramón Aguilera Costas, Santa Cruz Toeschouwers: 8.000 Scheidsrechter: Ulises Mereles (PAR) |
| 6 februari Vriendschappelijk № 403 «onderlinge duels» 20:00 uur | Carlos Saucedo 33' Gualberto Mojica 57' |       | 1' Kervens Belfort | Estadio Ramón Aguilera Costas, Santa Cruz Toeschouwers: 8.000 Scheidsrechter: Ulises Mereles (PAR) |

|                                                             |                                                                                                 |       |         |                                                                                            |
| 22 maart WK-kwalificatie № 404 «onderlinge duels» 20:00 uur | Colombia                                                                                        | 5 – 0 | Bolivia | Estadio Metropolitano, Barranquilla Toeschouwers: 40.478 Scheidsrechter: Carlos Vera (ECU) |
| 22 maart WK-kwalificatie № 404 «onderlinge duels» 20:00 uur | Macnelly Torres 20' Carlos Valdes 50' Teófilo Gutiérrez 62' Radamel Falcao 86' Pablo Armero 90' |       |         | Estadio Metropolitano, Barranquilla Toeschouwers: 40.478 Scheidsrechter: Carlos Vera (ECU) |

|                                                             |                    |       |                 |                                                                                         |
| 26 maart WK-kwalificatie № 405 «onderlinge duels» 20:00 uur | Bolivia            | 1 – 1 | Argentinië      | Estadio Hernando Siles, La Paz Toeschouwers: 38.000 Scheidsrechter: Enrique Osses (CHI) |
| 26 maart WK-kwalificatie № 405 «onderlinge duels» 20:00 uur | Marcelo Moreno 26' |       | 44' Éver Banega | Estadio Hernando Siles, La Paz Toeschouwers: 38.000 Scheidsrechter: Enrique Osses (CHI) |

|                                                              |         |                                                     |          | |
| 6 april Vriendschappelijk № 406 «onderlinge duels» 20:30 uur | Bolivia | 0 – 4                                               | Brazilië | Estadio Ramón Aguilera Costas, Santa Cruz Toeschouwers: 35.000 Scheidsrechter: Patricio Loustau (ARG) |
| 6 april Vriendschappelijk № 406 «onderlinge duels» 20:30 uur |         | 4' Leandro Damião 31' Neymar 42' Neymar 90' Leandro |          | Estadio Ramón Aguilera Costas, Santa Cruz Toeschouwers: 35.000 Scheidsrechter: Patricio Loustau (ARG) |

|                                                           |                     |       |                 |                                                                                            |
| 7 juni WK-kwalificatie № 407 «onderlinge duels» 21:00 uur | Bolivia             | 1 – 1 | Venezuela       | Estadio Hernando Siles, La Paz Toeschouwers: 15.000 Scheidsrechter: Patricio Loustau (ARG) |
| 7 juni WK-kwalificatie № 407 «onderlinge duels» 21:00 uur | Jhasmani Campos 86' |       | 58' Juan Arango | Estadio Hernando Siles, La Paz Toeschouwers: 15.000 Scheidsrechter: Patricio Loustau (ARG) |

|                                                            |                                                        |       |                    |                                                                                     |
| 11 juni WK-kwalificatie № 408 «onderlinge duels» 20:00 uur | Chili                                                  | 3 – 1 | Bolivia            | Estadio Nacional, Santiago Toeschouwers: 45.000 Scheidsrechter: Darío Ubriaco (URU) |
| 11 juni WK-kwalificatie № 408 «onderlinge duels» 20:00 uur | Eduardo Vargas 16' Alexis Sánchez 18' Arturo Vidal 90' |       | 32' Marcelo Moreno | Estadio Nacional, Santiago Toeschouwers: 45.000 Scheidsrechter: Darío Ubriaco (URU) |

|                                                                  |                                       |       |                                       |                                                                                              |
| 14 augustus Vriendschappelijk № 409 «onderlinge duels» 20:30 uur | Venezuela                             | 2 – 2 | Bolivia                               | Estadio Polideportivo, San Cristóbal Toeschouwers: 15.000 Scheidsrechter: Imer Machado (ECU) |
| 14 augustus Vriendschappelijk № 409 «onderlinge duels» 20:30 uur | Josef Martínez 16' Yoandri Orozco 84' |       | 18' Rudy Cardozo 71' José Luis Chavez | Estadio Polideportivo, San Cristóbal Toeschouwers: 15.000 Scheidsrechter: Imer Machado (ECU) |

|                                                                |                                                                              |       |         |                                                                                                   |
| 6 september WK-kwalificatie № 410 «onderlinge duels» 18:30 uur | Paraguay                                                                     | 4 – 0 | Bolivia | Estadio Defensores del Chaco, Asunción Toeschouwers: 10.000 Scheidsrechter: Victor Carrillo (PER) |
| 6 september WK-kwalificatie № 410 «onderlinge duels» 18:30 uur | Jonathan Fabbro 15' Roque Santa Cruz 46' Richard Ortiz 79' Gustavo Gómez 83' |       |         | Estadio Defensores del Chaco, Asunción Toeschouwers: 10.000 Scheidsrechter: Victor Carrillo (PER) |

|                                                                 |                      |       |                           |                                                                                          |
| 10 september WK-kwalificatie № 411 «onderlinge duels» 20:00 uur | Bolivia              | 1 – 1 | Ecuador                   | Estadio Hernando Siles, La Paz Toeschouwers: 15.000 Scheidsrechter: Paulo Oliveira (BRA) |
| 10 september WK-kwalificatie № 411 «onderlinge duels» 20:00 uur | Jaime Arrascaita 47' |       | 57' (pen.) Felipe Caicedo | Estadio Hernando Siles, La Paz Toeschouwers: 15.000 Scheidsrechter: Paulo Oliveira (BRA) |

|                                                               |                    |       |                    |                                                                              |
| 15 oktober WK-kwalificatie № 412 «onderlinge duels» 21:15 uur | Peru               | 1 – 1 | Bolivia            | Estadio Nacional, Lima Toeschouwers: — Scheidsrechter: Enrique Cáceres (PAR) |
| 15 oktober WK-kwalificatie № 412 «onderlinge duels» 21:15 uur | Yoshimar Yotún 19' |       | 45' Diego Bejarano | Estadio Nacional, Lima Toeschouwers: — Scheidsrechter: Enrique Cáceres (PAR) |

## FIFA-wereldranglijst
| JAN | FEB | MAR | APR | MEI | JUN | JUL | AUG | SEP | OKT | NOV | DEC |
| --- | --- | --- | --- | --- | --- | --- | --- | --- | --- | --- | --- |
| 41  | 44  | 37  | 57  | 58  | 53  | 68  | 64  | 62  | 71  | 69  | 70  |

## Statistieken
| Sergio Galarza      | 1975-08-25 | Sport Boys Warnes | 6 | 1 | 0 | 28 | 0  |
| Carlos Arias        | 1982-04-27 | Oriente Petrolero | 2 | 0 | 0 | 40 | 0  |
| Romel Quiñónez      | 1992-06-25 | Club Bolívar      | 2 | 0 | 0 | 2  | 0  |
| Daniel Vaca         | 1978-11-03 | The Strongest     | 0 | 1 | 0 | 8  | 0  |
| Verdediging         |            |                   |   |   |   |    |    |
| Edward Zenteno      | 1984-12-05 | Jorge Wilstermann | 9 | 0 | 0 |    |    |
| Ronald Raldés       | 1981-04-20 | Oriente Petrolero | 8 | 0 | 0 |    |    |
| Marvin Bejarano     | 1988-03-06 | Oriente Petrolero | 6 | 1 | 0 |    |    |
| Luis Gutiérrez      | 1985-01-15 | Club Bolívar      | 6 | 0 | 0 |    |    |
| Ronny Jiménez       | 1989-12-04 | The Strongest     | 2 | 1 | 0 |    |    |
| Edemir Rodríguez    | 1984-10-21 | Club Bolívar      | 2 | 1 | 0 |    |    |
| Abraham Cabrera     | 1991-02-20 | The Strongest     | 2 | 0 | 0 |    |    |
| Alejandro Meleán    | 1987-06-16 | Oriente Petrolero | 1 | 1 | 0 |    |    |
| Jair Torrico        | 1986-08-02 | The Strongest     | 1 | 1 | 0 |    |    |
| Middenveld          |            |                   |   |   |   |    |    |
| Walter Veizaga      | 1986-04-22 | The Strongest     | 8 | 0 | 0 |    |    |
| Alejandro Chumacero | 1991-04-22 | Sport Recife      | 6 | 1 | 0 |    |    |
| Rudy Cardozo        | 1990-02-14 | Club Bolívar      | 5 | 3 | 1 |    |    |
| Diego Bejarano      | 1994-01-03 | The Strongest     | 4 | 2 | 1 | 7  | 1  |
| José Luis Chávez    | 1986-05-18 | Atlas Guadalajara | 4 | 0 | 1 |    |    |
| Danny Bejarano      | 1994-01-03 | Oriente Petrolero | 3 | 1 | 0 |    |    |
| Gualberto Mojica    | 1984-10-07 | Oriente Petrolero | 2 | 3 | 1 |    |    |
| Ronald García       | 1980-12-17 | Oriente Petrolero | 2 | 1 | 0 |    |    |
| Vicente Arze        | 1985-11-22 | Hoverla Oezjhorod | 2 | 0 | 0 |    |    |
| Daniel Chávez       | 1990-01-13 | The Strongest     | 2 | 0 | 0 | 2  | 0  |
| Ronald Eguino       | 1988-02-20 | Club Bolívar      | 2 | 0 | 0 | 2  | 0  |
| Jhasmani Campos     | 1988-05-10 | Muaither SC       | 1 | 2 | 1 |    |    |
| Jaime Arrascaita    | 1993-09-02 | Club Bolívar      | 0 | 3 | 1 | 3  | 1  |
| Leandro Maygua      | 1992-09-12 | Club Bolívar      | 0 | 2 | 0 |    |    |
| Ronald Segovia      | 1985-01-17 | Club San José     | 0 | 1 | 0 |    |    |
| Vladimir Castellón  | 1989-12-08 | Club Aurora       | 0 | 1 | 0 |    |    |
| Miguel Ángel Rios   |            | Guabirá           | 0 | 1 | 0 | 1  | 0  |
| Aanval              |            |                   |   |   |   |    |    |
| Marcelo Moreno      | 1987-06-18 | CR Flamengo       | 8 | 1 | 2 | 45 | 12 |
| Juan Carlos Arce    | 1985-04-10 | Club Bolívar      | 4 | 4 | 0 |    |    |
| Carlos Saucedo      | 1979-09-11 | Club San José     | 4 | 0 | 1 |    |    |
| Pedro Azogue        | 1994-12-06 | Oriente Petrolero | 3 | 0 | 0 |    |    |
| Edivaldo Hermoza    | 1985-11-17 | Muangthong United | 2 | 1 | 0 |    |    |
| Diego Cabrera       | 1982-08-13 | Guabirá           | 1 | 0 | 0 |    |    |
| Eduardo Fierro      | 1988-06-23 | Sport Boys Warnes | 0 | 2 | 0 |    |    |
| Rodrigo Vargas      | 1994-10-19 | Oriente Petrolero | 0 | 2 | 0 |    |    |
| Rodrigo Ramallo     | 1990-10-14 | Jorge Wilstermann | 0 | 1 | 0 |    |    |

FBF · A-internationals · Selecties · Bondscoaches · Statistieken · Boliviaans vrouwenelftal · Olympisch elftal · Bolivia U21 · Bolivia U20 · Bolivia U19 · Bolivia U18 · Bolivia U17
1926–1949 · 
1950–1959 · 
1960–1969 · 
1970–1979 · 
1980–1989 · 
1990–1999 · 
2000–2009 · 
2010–2019 ·
2020−2029
CC 1999
WK 1930 · 
WK 1950 · 
WK 1994
1926 · 
1927 · 
1927 · 1928 · 1929 · 
1930 · 
1931 · 1932 · 1933 · 1934 · 1935 · 1936 · 1937 · 
1938 · 
1939 · 1940 · 1941 · 1942 · 1943 · 1944 · 
1945 · 
1946 · 
1947 · 
1948 · 
1949 · 
1950 · 
1951 · 1952 · 
1953 · 
1954 · 1955 · 1956 · 
1957 · 
1958 · 
1959 · 
1960 · 
1961 · 
1962 · 
1963 · 
1964 · 
1965 · 
1966 · 
1967 · 
1968 · 
1969 · 
1970 · 
1971 · 
1972 · 
1973 · 
1974 · 
1975 · 
1976 · 
1977 · 
1978 · 
1979 · 
1980 · 
1981 · 
1982 · 
1983 · 
1984 · 
1985 · 
1986 · 
1987 · 
1988 · 
1989 · 
1990 · 
1991 · 
1992 · 
1993 · 
1994 · 
1995 · 
1996 · 
1997 · 
1998 · 
1999 · 
2000 · 
2001 · 
2002 · 
2003 · 
2004 · 
2005 · 
2006 · 
2007 · 
2008 · 
2009 · 
2010 ·
2011 · 
2012 · 
2013 · 
2014 · 
2015 · 
2016 ·
2017 ·
2018 ·
2019 ·
2020 ·
2021 ·
2022 ·
2023 ·
2024
Algerije ·
Andorra ·
Argentinië ·
Brazilië ·
Bulgarije · 
Chili ·
Colombia ·
Costa Rica ·
Cuba ·
Curaçao ·
DDR ·
Duitsland ·
Ecuador ·
Egypte ·
El Salvador ·
Finland ·
Frankrijk ·
Griekenland ·
Guatemala ·
Guyana ·
Haïti ·
Honduras ·
Hongarije ·
Ierland ·
IJsland ·
Irak ·
Iran ·
Jamaica ·
Japan ·
Joegoslavië ·
Kameroen ·
Letland ·
Mexico ·
Myanmar ·
Nicaragua ·
Noord-Korea ·
Oezbekistan ·
Panama ·
Paraguay ·
Peru ·
Polen ·
Portugal ·
Roemenië ·
Rusland ·
Saoedi-Arabië ·
Senegal ·
Servië ·
Slowakije ·
Spanje ·
Trinidad en Tobago ·
Tsjecho-Slowakije ·
Uruguay ·
Venezuela ·
Verenigde Arabische Emiraten ·
Verenigde Staten ·
Zuid-Afrika ·
Zuid-Korea ·
Zwitserland